# Sameer Verma
Sameer Verma (* 22. Oktober 1994) ist ein indischer Badmintonspieler. 

## Karriere
Sameer Verma startete 2012 bei den Asienmeisterschaften, schied dort jedoch in der 1. Runde des Herreneinzels aus. Bei den Iran Fajr International 2012 belegte er Rang zwei. Ein Jahr später war er sowohl beim Bahrain International Challenge als auch bei den Bahrain International erfolgreich. 2018 siegte er bei den Hyderabad Open. 2023 gewann er die Slovenia Open.